# Bernard Huys
Bernard Huys (Hulste, 7 september 1934 – Itterbeek, 12 oktober 2024) was een Belgisch musicoloog.
Hij kreeg zijn muziekopleiding aan het Koninklijk Conservatorium Gent; docenten waren A. de Vries (piano) en M. Boereboom (muziekgeschiedenis). Hij studeerde tevens rechten en kunstgeschiedenis aan de Universiteit Gent met onder andere docent Florentijn Jan van der Mueren. In 1958 werd hij doctor in de rechten en in 1960 licentiaat in de kunstgeschiedenis door middel van een proefschrift over Hendrik Waelput. Hij studeerde verder aan de Universita Italiana per Stranieri in Perugia en aan het Instituut voor Kunsthistorische Documentatie in Den Haag. Gedurende de jaren 1960 tot 1962 volgde hij privélessen bij Antoine Auda, een specialist in middeleeuwse muziek.
Hij begon in die jaren ook te werken als bibliothecaris en musicoloog aan de Koninklijke Bibliotheek Albert I en werd er in 1970 hoofd muziek. Hij was toen ook werkzaam bij het Hoger Sint-Lukasinstituut in Brussel in de faculteit kunstgeschiedenis en vanaf 1972 alleen muziekgeschiedenis. Naast die werkzaamheden was hij de jaren tachtig lid van talloze binnen- en buitenlandse musicologische verenigingen:
- bestuurslid van Vereniging voor Muziekgeschiedenis Antwerpen
- vicevoorzitter van Belgische Vereniging voor Muziekwetenschap
- lid van de beheerraad van Jeugd en Muziek Brussel
- idem van CeBeDeM
- lid van de Wetenschappelijke Raad van de Koninklijke Bibliotheek
- lid oven het uitvoerend comité Association Internationale des Bibliotheques Musicales (AIBM)
- lid van de Nederlandse Vereniging voor muziekgeschiedenis.

Hij werkte mee aan tijdschriften en sites over muziekgeschiedenis, zoals Algemene Muziek Encyclopedie en het Nationaal Biografisch Woordenboek.
Enkele te noemen publicaties:
- Catalogus van de muziekdrukken van de 15e-18e eeuw (drie delen: 1965-1974)
- Van Paus Gregorius tot Stockhausen, twaalf eeuwen muzieknotatie (1966)
- Muzikale Schatten in de Koninklijke Bibliotheek 1220-1880 (1975)
- Catalogus van de muziekpartituren in België uitgegeven en verworven door de Koninklijke Bibliotheek 1966-1975 (1976)
- De Belgische Vioolschool (1978)

Hij was erelid van de Koninklijke Vlaamse Academie van België voor Wetenschappen en Kunsten. In 2014 was hij erevoorzitter van een bijeenkomst van de "International Association of Music Libraries, Archives and Documentation Centres" (IAML) dat in Antwerpen werd gehouden.
Huys overleed in oktober 2024 op 90-jarige leeftijd.